# Wawrzyniec Surowiecki
Wawrzyniec Surowiecki, krypt.: W. S., (ur. 4 sierpnia 1769 w Imielenku, zm. 10 czerwca 1827 w Warszawie) – polski ekonomista, publicysta, pedagog, działacz oświatowy, historyk (slawista), geograf, antropolog. Jeden z głównych prekursorów badań nad Słowiańszczyzną, obok Adama Naruszewicza, Jana Potockiego, Zorian Dołęgi-Chodakowskiego (Adama Czarnockiego) i Józefa Maksymiliana Ossolińskiego.

## Życiorys
Pochodził z wielkopolskiej rodziny drobnoszlacheckiej (ojciec Jan był wójtem rodzinnej miejscowości). Pierwsze nauki pobierał w szkołach Komisji Edukacji Narodowej (Kalisz, Poznań). Następnie, zamierzając wstąpić w szeregi stanu duchownego, rozpoczął naukę (1788) w warszawskim seminarium ks. misjonarzy, którą jednak przerwał (1791) ze względu na zły stan zdrowia. Z tego też powodu jego starania (1792) o przyjęcie do Szkoły Artylerii spełzły na niczym. Przez kilka miesięcy kształcił się w jednej z francuskich pensji warszawskich. Przez dłuższy czas zarabiał jako guwerner (m.in.: od roku 1793 w domu Walerianostwa Stroynowskich na Wołyniu; w latach 1802–1806 w domu Sczanieckich w Dreźnie). Wiosną roku 1794 zmierzał do Krakowa, by przystąpić do insurekcji kościuszkowskiej, lecz zatrzymały go nieprzewidziane trudności. Później (1795) studiował na Uniwersytecie Lwowskim, podejmując jednocześnie pracę redaktorską. Początkowo (1795) redagował "Zbiór Pism Ciekawych", a w latach 1795–1798 "Dziennik Patriotycznych Polaków" (organ prasowy Towarzystwa Patriotycznych Polaków). Odbywał też liczne podróże zagraniczne: Wiedeń (1799), Drezno (1802–1806, 1807–1810).
Po utworzeniu Księstwa Warszawskiego został zatrudniony w jego ministerstwie sekretariatu stanu w Dreźnie. W tym samym czasie został członkiem Warszawskiego Towarzystwa Przyjaciół Nauk (od 1807 roku). Po powrocie z Drezna wykładał w Szkole Głównej Prawa i Administracji w Warszawie. Sekretarz wydziałowy Ministerstwa Sprawiedliwości Księstwa Warszawskiego w 1811 roku. Pracował w urzędach związanych z edukacją. W ostatniej dekadzie życia poświęcił się w znacznym stopniu badaniom historycznym. Interesowała go między innymi historia pogańskiej Słowiańszczyzny. W 1812 roku przystąpił do Konfederacji Generalnej Królestwa Polskiego.
Był bratem Karola, zakonnika (franciszkanina, potem reformata), autora dzieł filozoficznych.

## Twórczość

### Publikacje
1. O jezuitach w Polsce, powst. 1802–1806; rozprawa nieznana, wymieniona w autobiografii (zobacz Listy i materiały poz. 6
2. O szkodliwym wpływie na umysł ludzki filozofii Fichtego, powst. 1802–1806; rozprawa nieznana jak wyżej poz. 1
3. List do przyjaciela mieszkającego nad rzeką Wartą: o wadach edukacji młodzieży polskiej, (dat. Warszawa 28 września 1806), Warszawa 1806; wyd. następne: Warszawa 1807; zobacz Wydania zbiorowe poz. 1
4. Uwagi względem poddanych w Polsce i projekt do ich uwolnienia (Warszawa 1807; wyd. następne zobacz Wydania zbiorowe poz. 1-2) – w pracy tej opisuje tragiczne położenie chłopów na ziemiach polskich i przedstawia ewolucyjny program jego poprawy
5. List 27, 29, 24, w zbiorze: Korespondencja w materiach obraz kraju i narodu polskiego rozjaśniających cz. 1, Warszawa 1807 (wyd. jako dodatek do "Gazety Warszawskiej" 1807)
6. Rozprawa o sposobach dopełnienia historii i znajomości dawnych Słowian... czytana na posiedzeniu publicznym Towarzystwa Przyjaciół Nauk, dnia 19 stycznia 1809 roku, "Rocznik Towarzystwa Warszawskiego Przyjaciół Nauk" t. 8 (1812); wyd. następne zobacz Wydania zbiorowe poz. 1
7. O upadku przemysłu i miast w Polsce (Warszawa 1810, wyd. następne: zobacz Wydania zbiorowe poz. 1; Warszawa 1918 "Biblioteczka Dzieł Społeczno-Ekonomicznych" seria I, t. 11; zobacz Wydania zbiorowe poz. 2; dedykowano F. Łubieńskiemu) – zajmuje się kwestiami miast, handlu i przemysłu. Już z samego tytułu wynika jak autor ocenia położenie tych dziedzin gospodarki. Pozostając pod wpływem klasycznej teorii ekonomicznej Adama Smitha. Surowiecki postuluje zmiany rynkowe w tych gałęziach gospodarstwa narodowego.
8. O rzekach i spławach krajów Księstwa Warszawskiego... (cz. 1, Warszawa 1811; wyd. następne zobacz Wydania zbiorowe poz. 1; brak kontynuacji – cz. 2 niepublikowana)
9. Mowa... miana przy zaprowadzeniu Szkoły Administracji dnia 1 października 1811 r. w Warszawie. O statystyce, "Otwarcie Szkoły Nauk Prawa i Administracji w Warszawie" (Warszawa 1811); "Gazeta Warszawska" 1811 nr 82; przedr. "Studia z dziejów Wydziału Prawa Uniwersytetu Warszawskiego", Warszawa 1963; rękopis: Archiwum Główne Akt Dawnych (Teki Skimborowicza, sygn. XXIV 1/32
10. O statystyce Księstwa Warszawskiego. Wykład w Szkole Prawa 1812 r. (nieukończony), z autografu Biblioteki PAN Kraków sygn. 680 ogł. J. Grzywicka, A. Łukaszewicz; zobacz Wydania zbiorowe poz. 2
11. Projekt do urządzenia hierarchii akademicznej w krajach Księstwa Warszawskiego, Warszawa 1815, (współautor: S.K. Potocki)
12. Uwagi... nad rozprawą W. Skorochoda Majewskiego o śledzeniu początku narodów słowiańskich, powst. 1816, ogł. A. Kraushar w: Towarzystwo Warszawskie Przyjaciół Nauk t. 4, Warszawa 1902
13. Uwagi o cechach... napisane w czerwcu 1816, "Rocznik Towarzystwa Warszawskiego Przyjaciół Nauk" t. 13 (1820); wyd. następne zobacz Wydania zbiorowe poz. 1-2
14. Zdanie o piśmie Z. Dołęgi Chodakowskiego pt.: O Słowiańszczyźnie przedchrześcijańskiej, "Pamiętnik Warszawski" t. 14 (1819); wyd. następne w: Z. D. Chodakowski: O Słowiańszczyźnie przed chrześcijaństwem, Kraków 1835; zobacz Wydania zbiorowe poz. 1
15. Śledzenie początków narodów słowiańskich (Warszawa 1820, przekł.: niemiecki 1828; rosyjski 1826) – omawiał tu syntezę antropologiczną na podstawie charakterystyk fizycznych Słowian i ludności Europy (wersja cyfrowa wydania z 1861 r.)
16. O charakterach pisma runicznego u dawnych barbarzyńców europejskich z domniemaniem o stanie ich oświecenia. Wygł. na posiedzeniu Towarzystwa Przyjaciół Nauk 30 kwietnia 1822, "Pamiętnik Warszawski" t. 3 (1822), s. 149-169 i osobno Warszawa 1822; wyd. następne: "Rocznik Towarzystwa Warszawskiego Przyjaciół Nauk" t. 16 (1823); zobacz Wydania zbiorowe poz. 1.

Prace Surowieckiego ogłaszano także w czasopismach: "Dziennik Patriotycznych Polityków" (1795–1798), "Pamiętnik Warszawski" (1807–1822), "Zbiór Pism Ciekawych" (1795). Przypisuje mu się również autorstwo nieukończonej pracy historycznej zachowanej w rękopisie: Archiwum Główne Akt Dawnych (Teki Skimborowicza, sygn. XXIV 1/33).
Według Aleksandra Gelli (s. 173): może być autorem niepodpisanego a przypisywanego J.F. Naxowi artykułu: O spławności i połączeniu niektórych rzek krajowych, "Pamiętnik Warszawski" 1809 nr 10. Ponadto Estreicher (XXX, 1934, 66), z zaznaczeniem wątpliwości, przypisywał Surowieckiemu  (za K. W. Wójcickim) przekład dziełka K. Eckarthausena: Bóg jest moją miłością najczystszą, moją modlitwą i rozważaniem... Przełożona z francuskiego przez Kazimierza... Polaka, Kraków 1796. W innym miejscu tenże Estreicher (VI, 1967, 24) przypisuje bez żadnych wątpliwości 2. edycję tegoż przekł. Kazimierzowi Cieńskiemu.

### Wydania zbiorowe
1. Dzieła, wyd. K.J. Turowski, Kraków 1861 "Biblioteka Polska" nr 6-12; zawartość: Najważniejsze prace poz. 3-4, 6-8, 13-16
2. Wybór pism. Wyboru dokonali i wstępem opatrzyli J. Grzywicka, A. Łukasiewicz, Warszawa 1957; zawartość: Najważniejsze prace poz. 4, 7, 10, 13; Listy i materiały poz. 7.

### Listy i materiały
1. Do S.B. Lindego z 21 grudnia 1808, do/od J.S. Bandtkiego z 6 stycznia i 1 kwietnia 1817; ogł. T. Wierzbowski w: Materiały do dziejów piśmiennictwa polskiego t. 2, Warszawa 1904; rękopis listu do Bandtkiego w Bibliotece Jagiellońskiej, sygn. 1874
2. Do Szkoły Głównej Prawa i Administracji z 4 lipca 1812, brulion listu do F. Łubieńskiego(?) z 7 lipca 1812 oraz listy z roku 1812 od F. Łubieńskiego, uczniów i A. Stawiarskiego; rękopis: Biblioteka PAN Kraków, sygn. 680
3. Do S.K. Potockiego w zbiorze z lat 1814–1820, rękopis: Archiwum Główne Akt Dawnych (Archiwum Wilanowskie, sygn. 271)
4. Do S.B. Lindego z roku 1815, rękopis: Biblioteka Jagiellońska, sygn. 3468
5. Do Towarzystwa Przyjaciół Nauk z roku 1827, fragmenty ogł. A. Kraushar w: Towarzystwo Warszawskie Przyjaciół Nauk t. 6, Warszawa 1905
6. Krótki opis życia, autograf: Archiwum Główne Akt Dawnych (Teki Skimborowicza, sygn. XXIV 1/31)
7. Plan Statystyki Księstwa Warszawskiego; Examen uczniów ze statystyki; wyd. zobacz Wydania zbiorowe poz. 2; rękopis: Biblioteka PAN Kraków, sygn. 680 (z roku 1812)
8. Dyplom mianowania członkiem warszawskiego Towarzystwa Przyjaciół Nauk, wystawiony 8 stycznia 1815, rękopis: Ossolineum, sygn. 5257/III
9. Recenzje i opinie pisane na użytek Towarzystwa Przyjaciół Nauk, rękopisy: Archiwum Główne Akt Dawnych (Archiwum Towarzystwa Przyjaciół Nauk).

## Opracowania nt. twórczości Surowieckiego

### Monografie
1. Aleksander Gella: W. Surowiecki, Wrocław-Warszawa 1958 "PAN. Monografie z Dziejów Nauki i Techniki" nr 5.

### Pozostałe
1. (O upadku przemysłu i miast. Rec.): "Allgemeine Literatur-Zeitnug" (Halle) 1811 nr 198
2. (Nekrologi): "Gazeta Korespondenta Warszawskiego" czerwiec 1827; "Monitor Warszawski" 1827 nr 89
3. P.J. Šafařik: Über die Abkunft der Slaven nach Lorenz Surowiecki, Buda 1828
4. F. Bentkowski: Wiadomość o życiu i pismach W. Surowieckiego, "Rocznik Towarzystwa Warszawskiego Przyjaciół Nauk" t. 21 (1830)
5. I. Chodynicki: Dykcjonarz uczonych Polaków t. 3, Lwów 1833
6. K. W. Wójcicki: Cmentarz Powązkowski p. Warszawą t. 3, Warszawa 1858
7. K. W. Wójcicki: Historia literatury polskiej, wyd. 2, t. 3, Warszawa 1860
8. K. W. Wójcicki: "Encyklopedia powszechna" Orgelbranda, t. 24 (1867)
9. M. Dzieduszycki: Przeszłowieczny dziennik lwowski, "Przewodnik Naukowy i Literacki" 1875
10. Wielisław (E. Skrodzki): Wieczory piątkowe, "Bluszcz" 1875 nr 32.